# Dapiprazol
Dapiprazol (Rev-Eyes) je alfa blokator. On se koristi za oporavak od midrijaze nakon pregleda očiju.